# Tommy Flanagan (Schauspieler)

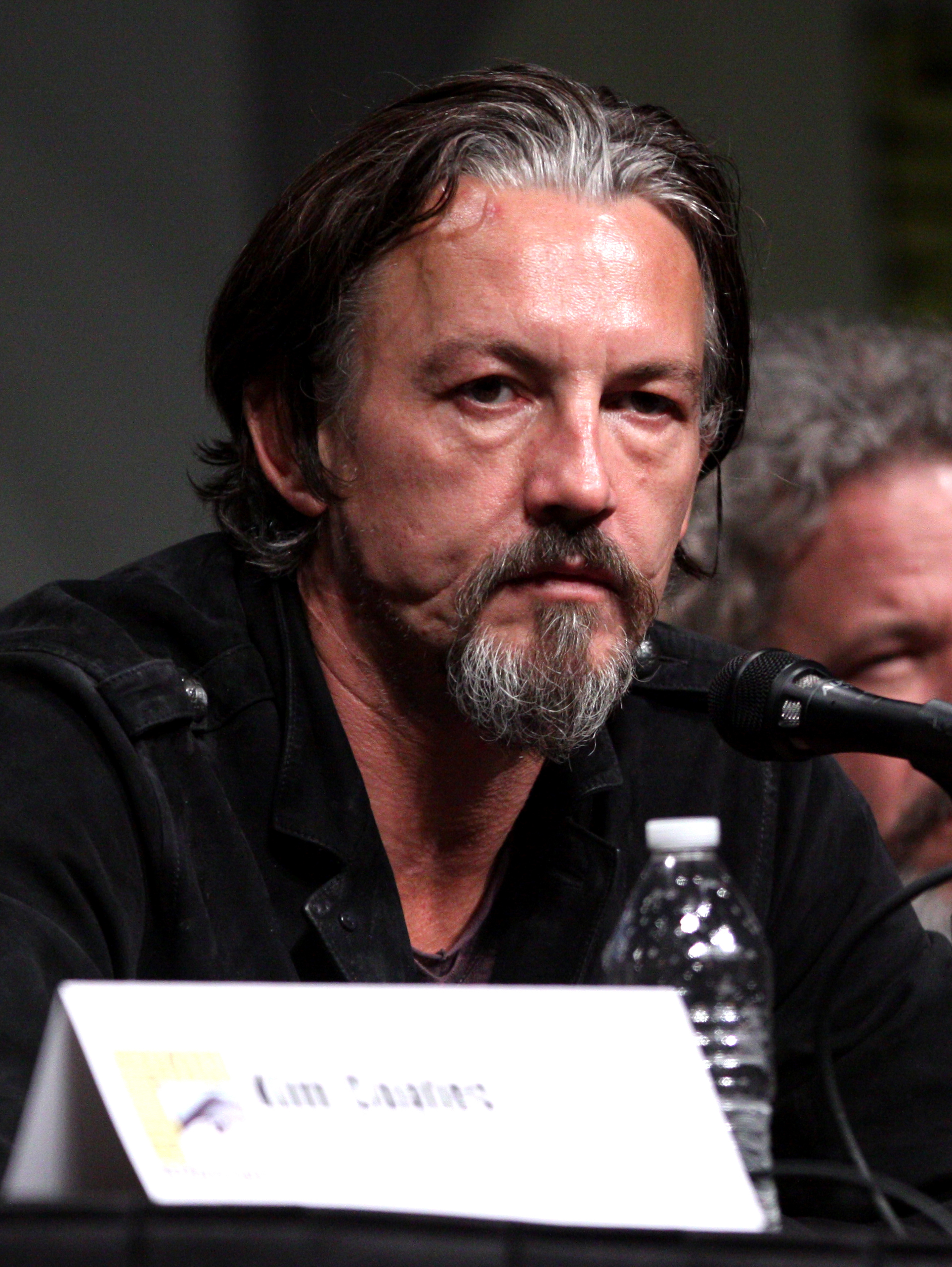
Tommy Flanagan (2012)

Tommy Flanagan (* 3. Juli 1965 in Glasgow, Schottland) ist ein schottischer Schauspieler.

## Werdegang
Flanagan hat zwei ältere und zwei jüngere Geschwister und wuchs in schwierigen Verhältnissen auf. Als er sechs Jahre alt war, verließ sein Vater die Familie.
In seiner Jugend arbeitete er als Maler und Tapezierer sowie als Disc Jockey. Als er eines Abends nach dem Auflegen nach Hause wollte, wurde er vor dem Pub, in dem er arbeitete, überfallen. Die Räuber forderten seinen Mantel und seine Platten. Flanagan verweigerte die Herausgabe der Wertgegenstände, wurde niedergestochen und überlebte nur knapp. Im Gesicht durch Schnittwunden entstellt (siehe Glasgow Smile), war er entmutigt und dachte, nie wieder so leben zu können wie vorher. Sein bester Freund Robert Carlyle und seine Frau Caroline schlugen ihm vor, Schauspieler zu werden. Nach einigem Zögern entschied er sich, diesen Schritt zu gehen. Er ging ans Raindog Theatre, an dem er drei Jahre lang arbeitete, bis er von Mel Gibson ein Angebot für den Film Braveheart bekam. Er überzeugte mit seiner Leistung und wirkte in anderen großen Filmen wie Gladiator und Sin City mit.
Von 2008 bis 2014 spielte Flanagan die Rolle des Filip „Chibs“ Telford in der US-Serie Sons of Anarchy.
2016 war er im Musikvideo zum Song Rotting in Vain der Metalband Korn zu sehen.

## Filmografie (Auswahl)
- 1992: Screen One (Fernsehserie, Folge 4x04 Black and Blue)
- 1995: Braveheart
- 1997: The Saint – Der Mann ohne Namen (The Saint)
- 1997: Im Körper des Feindes (Face/Off)
- 1997: The Game
- 1999: Plunkett & Macleane
- 1999: Ratcatcher
- 2000: Gladiator
- 2001: Attila – Der Hunne (Attila)
- 2002: All About the Money (All About the Benjamins)
- 2003: 3 Engel für Charlie – Volle Power (Charlie’s Angels: Full Throttle)
- 2004: Alien vs. Predator
- 2004: Traumata (Trauma)
- 2005: Sin City
- 2006: The Last Mission – Das Himmelfahrtskommando (The Last Drop)
- 2006: Unbekannter Anrufer (When a Stranger Calls)
- 2007: Smokin’ Aces
- 2008: Hero Wanted – Helden brauchen kein Gesetz (Hero Wanted)
- 2008–2014: Sons of Anarchy (Fernsehserie, 88 Folgen)
- 2009: 24 (Fernsehserie, eine Folge)
- 2009: Smokin’ Aces 2: Assassins’ Ball
- 2010: Lie to Me (Fernsehserie, Folge 2x18 Fight Club)
- 2011: Luster
- 2012: Law & Order: Special Victims Unit (Fernsehserie, eine Folge)
- 2013: Peaky Blinders – Gangs of Birmingham (Peaky Blinders, Fernsehserie, eine Folge)
- 2015: Gotham (Fernsehserie, Folge 2x10)
- 2015: Revenge (Fernsehserie, 3 Folgen)
- 2016: Motive (Fernsehserie, eine Folge)
- 2017: Sand Castle
- 2017: Papillon
- 2017: Guardians of the Galaxy Vol. 2
- 2017: The Ballad of Lefty Brown
- 2017: Der Preis der Freiheit (Running Wild)
- 2019: Killers Anonymous – Traue niemandem (Killers Anonymous)
- 2019: Wu Assassins (Fernsehserie)
- 2019: The Wave – Deine Realität ist nur ein Traum (The Wave)
- 2019: Mayans M.C. (Fernsehserie, eine Folge)
- 2019: The Rising Hawk
- 2020: Westworld (Fernsehserie)
- 2020: The Intergalactic Adventures of Max Cloud (Max Cloud)
- 2022: Boon
- 2022: Code Name Banshee
- 2022–2023: Power Book IV: Force (Fernsehserie, 20 Folgen)
- 2024: Sleeping Dogs – Manche Lügen sterben nie (Sleeping Dogs)
- 2024: Ein neuer Sommer (The Perfect Couple, Miniserie)
- 2025: MobLand (Fernsehserie)